# パレ・ダニエルソン

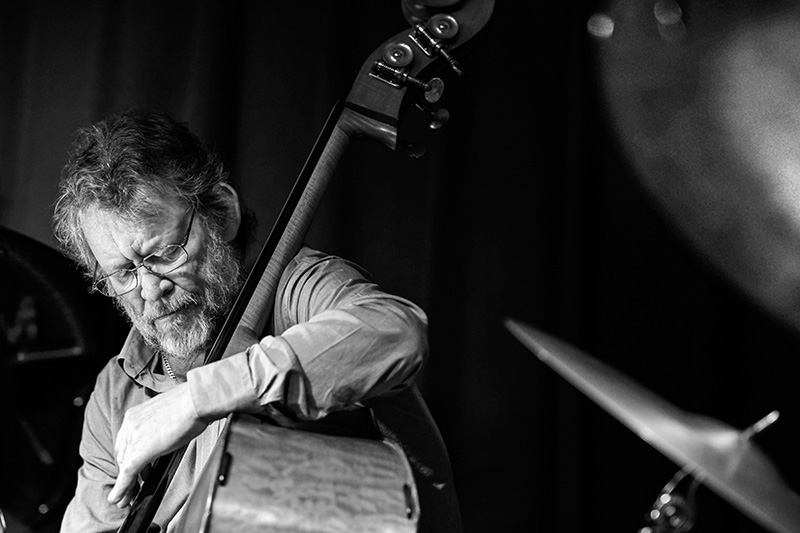
パレ・ダニエルソン（2017年）

パレ・ダニエルソン（Palle Danielsson、1946年10月15日 - 2024年5月18日）は、スウェーデン・ストックホルム生まれのジャズ・ダブルベース奏者。1974年から1979年まで、キース・ジャレットのカルテットでメンバーを務めた。ピアニストのモニカ・ドミニクの弟。

## 略歴
ダニエルソンが最初に手にした楽器はハーモニカで、2歳の時に始めた。8歳までにヴァイオリンを弾き始め、その後の約5年間、ヴァイオリンの演奏と研究を続けた。この頃、ジャズに興味を持ち、ダブルベースを弾き始めた。15歳の時に、ダニエルソンはプロとして演奏していた。ストックホルム王立音楽アカデミー（1962年-1966年）で学んだ後、エイエ・テリン、ボボ・ステンソン、ヤン・ガルバレクらスカンディナヴィアのミュージシャンと演奏するようになり、リー・コニッツやスティーヴ・キューンなどと国際的なコラボレーションも行った。
ダニエルソンは、ビル・エヴァンス、キース・ジャレット、ケニー・ホイーラー、ジェリ・アレン、ミシェル・ペトルチアーニ、チャールス・ロイド、ピーター・アースキン、エルヴィン・ジョーンズ、ベン・ウェブスター、チャーリー・シェイヴァース、ジョージ・ラッセル、アルベルト・マンゲルスドルフ、エンリコ・ラヴァ、コリン・ウォルコット、トーマス・スタンコ、ジョン・テイラーらと共演した。また、スウェーデンでいくつかのバンドを自身または共同で率いたり、いくつかのレコーディングをリリースした。
ダニエルソンは2024年5月18日に77歳で亡くなった。

## ディスコグラフィ

### リーダー・アルバム
- Contra Post (1994年、Caprice)
- Opening (2009年、MA) ※with ジョン・フェルト
- 『トゥギャザーネス』 - Togetherness (2012年、Dominique) ※with モニカ・ドミニク
- Trio M/E/D (2015年、Abeat) ※with ピーター・アースキン、リタ・マルコチュリ
- 『オン・ザ・ブリンク・オブ・ア・ラヴリー・ソング』 - On the Brink of a Lovely Song (2018年、Storyville) ※with クリスティーナ・フォン・ビューロー、エリオット・ジグムンド[2]